# Daniel Jelisic
Daniel Jelisic (* 18. Februar 2000 in München) ist ein deutscher Fußballspieler.

## Karriere
Jelisic spielte zunächst in der Jugend des FC Bayern München. Zur Saison 2016/17 rückte er in den Kader der B-Junioren, für die er im September 2016 erstmals in der B-Junioren-Bundesliga spielte. In der Saison 2016/17 kam er zu 23 Bundesligaeinsätzen, in denen er drei Tore erzielte, und wurde mit Bayern zu Saisonende deutscher Meister. Während der Endrunde kam er in allen drei Partien zum Einsatz.
Zur Saison 2017/18 rückte Jelisic in den Kader der A-Junioren der Bayern. Sein erstes Spiel in der A-Junioren-Bundesliga absolvierte er im August 2017. Im September 2017 kam er gegen den RSC Anderlecht erstmals in der UEFA Youth League zum Einsatz. Für die U-19-Mannschaft von Bayern München kam er in jener Saison zu 18 Bundesligaeinsätzen und vier in der Youth League.
Im März 2019 stand er gegen den SV Schalding-Heining erstmals im Kader der Regionalligamannschaft, mit der er zu Saisonende in die 3. Liga aufstieg. Zu einem Einsatz für diese kam er jedoch nicht. In der Saison 2018/19 kam er zu 16 Einsätzen für die A-Junioren und drei in der Youth League.
Zur Saison 2019/20 wechselte er nach Österreich zum LASK, bei dem er einen bis Juni 2022 laufenden Vertrag erhielt. Zunächst sollte er jedoch für das zweitklassige Farmteam FC Juniors OÖ zum Einsatz kommen. Sein Debüt in der 2. Liga gab er im August 2019, als er am vierten Spieltag jener Saison gegen den FC Wacker Innsbruck in der 81. Minute für Fabian Benko eingewechselt wurde. In zwei Spielzeiten für die Juniors kam er zu 13 Zweitligaeinsätzen. Nach der Saison 2020/21 verließ er den Verein.
Nach mehreren Monaten ohne Verein wechselte er im Oktober 2021 zurück nach Deutschland und schloss sich dem Regionalligisten FC Pipinsried an, bei dem er auf seinen Bruder Nikola traf.

## Persönliches
Sein Bruder Nikola (* 1994) ist ebenfalls Fußballspieler.